# Munitionsdepot Köppern
Das Munitionsdepot Köppern ist mit 254 Hektar das zweitgrößte Munitionsdepot der Bundeswehr und liegt im Wald zwischen Wehrheim und Rosbach vor der Höhe überwiegend auf Wehrheimer Gemarkung. Den Namen bekam das Depot aufgrund der von Köppern herführenden Zufahrt.

## Geschichte
Am 13. April 1949 wurden 154 Hektar Wald- und Wiesenfläche durch die US-Besatzungsbehörden beschlagnahmt und dort in den Folgejahren ein Munitionslager errichtet. 1970 gab es eine intensive politische Debatte, als das Lager von 60 Munitions-Lagerbunkern um weitere 223 Bunker erweitert werden sollte. Insbesondere die hierzu notwendige Rodung von 67,4 Hektar Wald und Sorgen über das Grundwasser wurden von vielen Wehrheimer Bürgern mit Bürgermeister Josef König (CDU) an der Spitze kritisiert. Gegen diese Bedenken wurde im Dezember 1977 der Bau beschlossen und 1978/1979 umgesetzt. Die aufkommende Friedensbewegung griff die Kritik auf und veranstaltete bis Mitte der 1980er Jahre eine Reihe von Protestveranstaltungen am Rande des Geländes. Dabei spielten auch Gerüchte über die Lagerung von Nuklearwaffen eine Rolle. Das Lager war jedoch von Anfang an für die Lagerung konventioneller Munition vorgesehen und genutzt. Nach Ende des Kalten Krieges wurde das Munitionsdepot 1997 von der Bundeswehr übernommen.
Zum 1. Januar 2001 wurde zwischen dem Bund und der Gemeinde Wehrheim ein Grundstückstausch vereinbart: Die Gemeinde tauschte ihren Anteil am Munitionsdepot von 154 Hektar gegen 90 Hektar bundeseigenen Wald (einen Teil des ehemaligen Truppenübungsplatzes „Friedberg“ der US-Armee) in der Gemarkung der Gemeinde Rosbach.
Am 24. September 2009 besuchte der damalige Bundesverteidigungsminister Franz Josef Jung die Anlage.
Ab 2010 erfolgten umfangreiche Investitionen in die Anlage. 2010 bis 2013 wurden 9,639 Millionen Euro investiert. Darunter fiel der Neubau eines Verwaltungs- und Personalgebäudes für 2,74 Millionen Euro, eine neue Heizung und eine neue 2,3 Millionen Euro teure Feuerwache. Hintergrund der Erweiterungen war die Auflösung der Munitionslager in Kriegsfeld und Rheinböllen und die Verlagerung der dortigen Bestände nach Wehrheim.
Das Munitionslager Köppern gehörte mit seiner vorgesetzten Dienststelle, dem Munitionsdepot Eft-Hellendorf in Perl, zum 2014 aufgelösten Logistikregiment 47 mit Sitz Dornstadt bei Ulm. Seit 2016 ist das Munitionsdepot Köppern nicht mehr dem Munitionsdepot Eft-Hellendorf, sondern dem Munitions-Versorgungszentrum in Dorsten-Wulfen unterstellt.

## Lage
Das Depot liegt oberhalb der Wies- und Bizzenbachtäler am hier sehr flachen Hang des Wellenbergs. Die Fläche war ursprünglich vollständig bewaldet.
Durch das Gelände verläuft der als UNESCO-Welterbe eingeordnete Obergermanisch-Raetische Limes. Direkt neben dem Munitionsdepot befindet sich die Kapersburg, eines der besterhaltenen römischen Kastelle am Limes.
Die Verkehrsanbindung des Lagers erfolgt über einen entsprechend ausgebauten Zuführungsweg zur L 3041 (Köpperner Tal). Nach wenigen 100 Metern führt die Bundesstraße 455 vom Köpperner Kreuz zur Auffahrt Friedberg der Bundesautobahn 5. Eine asphaltierte Zufahrt ("Waldbahn") führt von der L 3041 über 3,5 km hoch zum Depot durch einen Mischwald mit einer Steigung von 4,3 % und ist eine beliebte Trainingsstrecke für Radsportler, besonders gut geeignet für sogenannte „Hill Repeats“.

## Beschreibung
2010 gab das Bundesverteidigungsministerium an, dass auf dem weitläufigen bewaldeten Gelände in 372 Betonbunkern 42.870 Tonnen Munition lagern würden. Davon seien 17.660 Tonnen Altmunition, die entsorgt werden solle. Zum Lagerbestand gehören Minen, Artillerie- und Lenkraketen, Panzermunition und Sprengstoff.
Auf dem Gelände befindet sich ein Straßennetz von 40 km Länge. Ein 8,7 Kilometer langer Außenzaun sichert die Anlage.
Im Munitionsdepot sind 101 Planstellen vorgesehen, davon acht Soldaten.

## Sicherheit
Die Lagerung von Explosivstoffen ist naturgemäß mit Risiken verbunden. Die Bundeswehrfeuerwehr verfügt über zwölf Planstellen. Die einzelnen Bunker sind, je nach gelagerter Munition, in vier Sicherheitsklassen unterteilt. Bei einem Brand in einem Bunker ist vorgesehen, diesen aus Sicherheitsgründen nicht zu löschen. Die Bunker seien so angeordnet, dass ein Feuer nicht auf andere Bunker überspringen könne. Ein Waldbrand würde die Munitionslagerhäuser nicht zerstören. Die Flammen gingen über die Erdwälle hinweg, die Lüftungsklappen hätten eine Schmelzsicherung.
Ein Katastrophenschutzplan sei nach Angaben des Verteidigungsministeriums aus dem Jahr 2010 nicht erforderlich. Gegen die Folgen eines Flugzeugabsturzes sei das Lager „weitestgehend geschützt“. Gegen einen direkten Treffer durch eine Rakete könne man die Bunker nicht schützen.

## Politische Kontroversen
Auf eine Kleine Anfrage der Abgeordneten Wolfgang Gehrcke, Christine Buchholz, Werner Dreibus, Sabine Leidig und der Fraktion DIE LINKE berichtete das Verteidigungsministerium 2010, das Munitionsdepot liefere auch Munition für die Kämpfe in Afghanistan aus. Dies nahm der Linken-Bundestagsabgeordnete Wolfgang Gehrcke zum Anlass, die Schließung des Depots zu fordern, da es den „grundgesetzwidrigen Kriegseinsatz der Bundeswehr in Afghanistan“ unterstützen würde.